# Fleck Zoltán
Fleck Zoltán (Budapest, 1965. szeptember 28. - ) magyar jogász, szociológus.

## Szakmai és politikai tevékenysége
1990-ben az ELTE Állam- és Jogtudományi Karán diplomát, 1994-ben pedig szociológus oklevelet szerzett. 2000-ben elnyert PhD fokozata után 2001 szeptemberében egyetemi docens lett, 2003-tól pedig a jogszociológiai tanszék vezetője. 2007-ben habilitált, 2011. szeptember 1-jétől pedig egyetemi tanár lett. 1992 óta részt vesz a jogászdoktori iskola programjában.
Kutatási témái a jogalkalmazó intézmények, a jogászi hivatás, a jogi kultúra és a normák társadalmi érvényesülésének kérdései. Foglalkozik a bírói jogérvényesítéssel, de közzétett tanulmányokat a társadalmi előítéletekről, és kutatta a jogállam működésének kérdéseit is, a jogászok társadalmi összetételével, a jogalkalmazás szociológiájával és az előítéletek működésének mechanizmusával is foglalkozik. Tudományos munkája miatt korábban összeütközött a bíróságok vezetőivel is.

## Publikációi
2012-ig hat önálló monográfiája jelent meg, többek között a „Bíróságok mérlegen”, „Igazságszolgáltatásunk újabb tíz éve”, a „Változások és változatlanságok”, a „Jogállam és igazságszolgáltatás a változó világban” és a „Szociológia jogászoknak” című kötetek.
Alapító szerkesztője a 2003-ban indított, Kontroll című jogszociológiai folyóiratnak, s tagja az Egyenlítő című folyóirat szerkesztőségének, de több más közéleti fórumon is publikál, így írásai megjelennek az Élet és Irodalomban és a Mozgó Világban.
„A maffiaállam joga” címmel tanulmányt írt a Magyar Bálint által szerkesztett, 2013 őszén megjelent Magyar polip című kötetbe.
- Jogszolgáltató mechanizmusok az államszocializmusban. Totalitarizmus-elméletek és a magyarországi szocializmus; Napvilág, Bp., 2001 (Critica)
- Rövid bevezetés a szociológiába a társadalombiztosítási szakemberképzés számára; ELTE Jogi Továbbképző Intézet–Mobil, Bp., 2002
- Szociológia jogászoknak; Napvilág, Bp., 2004
- Jogállam és igazságszolgáltatás a változó világban. Jogszociológiai vizsgálódások; Pallas Páholy–Gondolat, Bp., 2008 (Bibliotheca iuridica Publicationes cathedrarum)
- Változások és változatlanságok. A magyar jogrendszer a rendszerváltás után; Napvilág, Bp., 2010 (20 év után)
- Igazságszolgáltatás a tudomány tükrében; szerk. Fleck Zoltán; ELTE Eötvös, Bp., 2010 (ELTE jogi kari tudomány)
- Technika vagy érték a jogállam? A jogállami értékek átadása és az előítéletek csökkentése a jogászok és rendőrtisztek képzésében; többekkel;  L’Harmattan, Bp., 2012 (Föld-rész könyvek)
- Technika vagy érték a jogállam? A jogállami értékek átadása és az előítéletek csökkentése a jogászok és rendőrtisztek képzésében; többekkel; L’Harmattan, Bp., 2012 (Föld-rész könyvek)
- Ágh Attila–Vértes András–Fleck Zoltán: Tíz év az Európai Unióban. Felzárkózás vagy lecsúszás?; Kossuth, Bp., 2014
- Jogszociológiai előadások; szerk. Fleck Zoltán; ELTE Eötvös, Bp., 2014 (ELTE jogi kari jegyzetek)
- Tanulmányok a kortárs jogelméletről; szerk. Fekete Balázs, Fleck Zoltán; ELTE Eötvös, Bp., 2015 (ELTE jogi kari tudomány)
- A jogászképzés szintleíró jellemzői; ELTE ÁJK, Bp., 2017 (Oktatásmódszertani füzetek, ELTE ÁJK)

## Kritikák
2021-ben három másik jogásszal együtt (Vörös Imre, Bárándy Péter, Lengyel László), amellett érvelt egy a Népszavában megjelent röpiratban, hogy a 2022-es választás után az esetlegesen hatalomra jutó ellenzéknek akár feles többséggel is ki kell mondania a fennálló alaptörvény semmisségét.
2025 júniusában egy Tisza-sziget rendezvényen azt mondta, hogy "akár zsarolással és fenyegetéssel is nyomást kellene gyakorolni a köztársasági elnökre a kormányalakítás érdekében", ha Sulyok Tamás esetleg nem a győztes pártot bízná meg kormányalakítással 2026-ban. Ezt a kijelentést több kritika is érte, többek között Sulyok Tamás részéről, aki szerint Fleck erőszakra buzdított. Felvetődött Fleck büntetőjogi felelőssége is, illetve Bayer Zsolt az ELTE-ről való eltávolítására is felhívott az idézett mondatok miatt, ugyanakkor az ELTE azt a nyilatkozatot adta ki, hogy nem kommentálja oktatói magánemberként tett kijelentéseit.

## Díjai, elismerései
- Szabad Sajtó-díj (2009)